# هرگز نگو خداحافظ
هرگز نگو خداحافظ(به هندی: कभी अलविदा ना कहना(کبهی الوداع ناکهنا)) که با عنوان کانک(kank) هم شناخته می‌شود، فیلم رمانتیک درام موزیکال بالیوود به کارگردانی کاران جوهر و زیر بنر Dharma Productions است. فیلم در ۱۱ اوت ۲۰۰۶ در هند و آمریکای شمالی به نمایش درآمد. بازیگران فیلم شاهرخ خان، رانی موکرجی در نقش‌های اصلی و آبیشک باچان، پریتی زینتا، آمیتاب باچان و کیرون کر در نقش‌های مکمل حضور دارند. آرجون رامپال نیز درفیلم حضور افتخاری دارد.
کبهی الوداع ناکهنادرنیویورک فیلمبرداری شده‌است و به موضوع روابط بیرون از ازدواج می‌پردازد. این
فیلم موفقیت جهانی (به‌ویژه در آمریکا) داشت و تبدیل به دومین فیلم پرفروش هندی در بیرون از هند
شد. رکوردی که تا پیش از این برای گاهی خوشی گاهی غم بود. به هرحال کبهی الوداع ناکهنا اکنون دررتبه هفتم پرفروش‌ترین فیلم‌های هندی بیرون از هند قرار دارد. فیلم در بیشتر از ۱۲۰۰ سینما درجهان اکران شد و ۱۱۳ کرور فروخت. (فروش در آمریکا: ۱۸میلیون دلار)
فیلم درجشنواره بین‌المللی فیلم توکیو به نمایش درآمد و فیلمنامه آن توسط تعدادی از منتقدین شناخته شد و برای قرارگرفتن در کتابخانه آکادمی علوم و هنرهای تصاویر متحرک از آن دعوت شد.

## داستان
فیلم چهارشخصیت اصلی دارد که داستان پیرامون آن‌ها می‌گردد. دوساران(شاهرخ خان)فوتبالیست موفقی است؛ که با ریا(پریتی زینتا)ازدواج کرده‌است که دریک مجله مد کارگرفته‌است وپسری به نام آرجون دارند. مایا(رانی موکرجی)باریشی تالوار(آبیشک باچان)ازدواج کرده‌است ولی علاقه‌ای مانند عشق به او ندارد وفقط به دلیل اینکه نمی‌خواسته منتظر عشق بنشیند با او ازدواج کرده‌است. پس از تصادف دو
با اتومبیل وآسیب دیدن یکی از پاهایش و در نتیجه تمام شدن دوران فوتبالش، همه چیز عوض می‌شود واین دو زوج
به هم مرتبط می‌شوند.

## بازیگران
- شاهرخ خان درنقش دو ساران
- رانی موکرجی درنقش مایا تالوار
- آبیشک باچان درنقش ریشی تالوار
- پریتی زینتا درنقش ریاساران
- آمیتاب باچان درنقش سمرجیت سینگ تالوار
- کیرون کهیر درنقش کمالجیت ساران
- احساس چانا درنقش آرجون ساران
- آرجون رامپال درنقش جی (حضور افتخاری)
- کاجول حضور افتخاری درآهنگ"راک اند رول سونیه"
- جان آبراهام حضور افتخاری در آهنگ"ور ایز دپارتی تونایت؟"
- کاران جوهر حضور افتخاری (مسافر قطار در صحنه آخر)
- ریتش دشموک درنقش آقای نرنگ (صحنه حذف شده)

## موسیقی
| شماره# | آهنگ                                      | خواننده(ها)                                    | مدت  | تصویر برداری روی                                                      |
| ------ | ----------------------------------------- | ---------------------------------------------- | ---- | --------------------------------------------------------------------- |
| ۱      | کبهی الوداع ناکهنا (هرگز نگو خداحافظ)     | سونو نیگم، آلکا یاگنیک                         | ۸:۰۳ | شاهرخ خان، رانی موکرجی، پریتی زینتا، آبیشک باچان                      |
| ۲      | میتوا (دوست من)                           | شفقت امانت علی، شانکر ماهدوان، کارالیزامونتیرو | ۶:۲۲ | شاهرخ خان، رانی موکرجی                                                |
| ۳      | ورایز دپارتی تونایت؟ (امشب مهمونی کجاست؟) | شانکر ماهدوان، ونسوندهارا داس، لوی مندوزا، شان | ۶:۱۸ | آبیشک باچان، پریتی زینتا، جان آبراهام                                 |
| ۴      | تومهی دکونا (حالا ببین)                   | سونو نیگم، آلکا یاگنیک                         | ۵:۴۷ | شاهرخ خان، رانی موکرجی                                                |
| ۵      | میتوا دوباره                              | شفقت امانت علی، شانکر ماهدوان، کارالیزامونتیرو | ۵:۳۲ | (رمیکس میتوا)                                                         |
| ۶      | راک اند رول سونیه (راک اند رول عزیزم)     | شانکر ماهدوان، شان، ماهالاکشمی ایر             | ۵:۴۱ | آمیتاب باچان، آبیشک باچان، پریتی زینتا، شاهرخ خان، رانی موکرجی، کاجول |
| ۷      | فیرول ترنس                                | کارالیزامونتیرو، شوتا پاندیت                   | ۵:۴۴ | موسیقی سازی                                                           |

## جوایز
- جوایز فیلم فیر:
- برنده:بهترین بازیگر نقش مکمل مرد:آبیشک باچان
- نامزد:بهترین بازیگر مرد:شاهرخ خان
- نامزد:بهترین بازیگرزن:رانی موکرجی
- نامزد:بهترین بازیگر نقش مکمل زن:پریتی زینتا
- نامزد:بهترین بازیگر نقش مکمل مرد:آمیتاب باچان
- نامزد:بهترین فیلم
- نامزد:بهترین کارگردان:کاران جوهر
- نامزد:بهترین کارگردانی موسیقی:شانکر احسان لوی
- نامزد:بهترین خواننده مرد:سونو نیگم برای کبهی الوداع ناکهنا
- نامزد:بهترین خواننده زن:آلکا یاگنیک برای کبهی الوداع ناکهنا
- نامزد:بهترین شعر:جاوید اختر برای کبهی الوداع ناکهنا
- گلوبال ایندین فیلم اواردز:
- برنده:بهترین بازیگر نقش مکمل مرد:آبیشک باچان
- برنده:بهترین خواننده زن:آلکا یاگنیک برای کبهی الوداع ناکهنا
- نامزد:بهترین فیلم
- نامزد:بهترین بازیگر نقش مکمل مرد:آمیتاب باچان
- نامزد:بهترین بازیگرزن:رانی موکرجی
- نامزد:بهترین بازیگر مرد:شاهرخ خان
- نامزد:بهترین بازیگر نقش مکمل زن:پریتی زینتا
- نامزد:بهترین کارگردانی موسیقی:شانکر احسان لوی
- نامزد:بهترین خواننده مرد:شفقت امانت علی برای میتوا
- نامزد:بهترین خواننده مرد:سونو نیگم برای کبهی الوداع ناکهنا
- نامزد:بهترین رقص آرایی:ور ایز دپارتی تونایت؟
- آیفا اواردز:
- برنده:بهترین بازیگرزن:رانی موکرجی
- نامزد:بهترین فیلم
- نامزد:بهترین کارگردان:کاران جوهر
- نامزد:بهترین بازیگر نقش مکمل مرد:آبیشک باچان
- نامزد:بهترین کارگردانی موسیقی:شانکر احسان لوی
- نامزد:بهترین شعر:جاوید اختر برای کبهی الوداع ناکهنا
- نامزد:بهترین خواننده مرد:سونو نیگم برای کبهی الوداع ناکهنا
- نامزد:بهترین خواننده زن:آلکا یاگنیک برای کبهی الوداع ناکهنا
- استارداست اواردز:
- برنده:بهترین بازیگر نقش مکمل مرد:آبیشک باچان
- نامزد:کارگردان رؤیایی:کاران جوهر
- نامزد:ستاره مردسال:شاهرخ خان
- نامزد:ستاره زن سال:رانی موکرجی
- نامزد:بهترین بازیگر نقش مکمل زن:پریتی زینتا